# Delomerista borealis
Delomerista borealis là một loài tò vò trong họ Ichneumonidae.